# Rudy Mancuso
Rodolfo "Rudy" Mancuso (New Jersey, 28 de fevereiro de 1992) é um ator, produtor, diretor, personalidade da internet, comediante, modelo e músico americano, conhecido por seus vídeos de comédia no YouTube, e anteriormente no aplicativo Vine. Ele é empresariado pela Shots Studios, que também produz o conteúdo do seu canal no YouTube. Os vídeos de Mancuso costumam ser quadros de comédia musical.

## Biografia
Rodolfo Mancuso cresceu em Glen Ridge, Nova Jersey. Filho de pai ítalo-americano e mãe brasileira, ele tem uma irmã chamada Marianna. Rudy estudou na Glen Ridge High School e na Rutgers University Newark. Morou um tempo no Rio de Janeiro e fala português fluentemente. Ele começou a tocar piano aos cinco anos, e foi diagnosticado com Sinestesia.

## Carreira
Mancuso fez parceria com Shots Studios para criar vídeos e lançou seu canal no YouTube em 2016. Foi apresentador na "Drunk History" da Comedy Central e no "Outpost" da HBO. Ele também estrelou as "Keys of Christmas" do YouTube Red, juntamente com Mariah Carey e DJ Khaled.
Mancuso fez os shows de abertura da Purpose World Tour, a terceira turnê mundial do cantor canadense Justin Bieber, na América Latina, e no Brasil em 2017. A marca Dolce & Gabbana convidou-o para desfilar no show da semana da moda masculina de Milão da Primavera / Verão 2018 em 17 de junho de 2017. Apresentou um prêmio no MTV Millennial Awards 2017 no México. Em julho de 2017, se apresentou no Villa Mix Festival Goiânia, por dois dias consecutivos.
Em 6 de outubro de 2017, Rudy Mancuso lançou seu primeiro single "Black & White", em colaboração com o cantor, compositor e produtor premiado ao Grammy Poo Bear. Em 7 de outubro de 2017, Mancuso atuou no festival Villa Mix em São Paulo.
O próximo single de Mancuso, "Mama", foi seu primeiro vídeo single sem artista destacado. O vídeoclipe, que ele dirigiu, contou com Chantel Jeffries e segundo a Billboard evocou "estranha nostalgia". Ele também lançou uma música original com Alesso no canal deste último. Em 2018, Mancuso dirigiu o videoclipe do single solo de estreia de Lele Pons, "Celoso" e o videoclipe do single "REMEDY" de Alesso. Mancuso também dirigiu o videoclipe do single "Miss You All The Time" do O.A.R.'s, lançado em outubro de 2018. Mancuso colaborou com o comediante e músico Simon Rex no vídeo "Storytelling", que foi lançado em seu canal em julho de 2018. 
Em setembro de 2018, Mancuso juntou-se à O.A.R.'s no Red Rocks Amphitheatre, no Colorado, para uma apresentação.  Ele e seu colega artista do Shots Studios, Lele Pons, apresentaram o show do Hispanic Heritage Foundation Awards de 2018. Os dois tocaram "Celoso" de Pons, com Mancuso tocando o instrumental no piano. Em setembro de 2018, Mancuso lançou seu quarto single, “Lento”. Em outubro de 2018, ele lançou "Superhero Therapy" com Lele Pons, Anwar Jibawi e King Bach. 
Em novembro de 2018, Mancuso se apresentou e recebeu um prêmio nos ALMAs de 2018. O prêmio foi entregue pelo colega estrela do Shots Studios, Alesso. Ele também fez um cover de "You're My Best Friend" do Queen em apoio ao Bohemian Rhapsody (filme) da Netflix e ao Mercury Phoenix Trust, que foi lançado em seu canal no YouTube. Ele também apresentou o 'Concert for Tommy's Field', um evento de caridade realizado no Orpheum Theatre, em Los Angeles. As apresentações incluíram Lele Pons, Bryce Vine e outros.
Mancuso produziu vídeos patrocinados trabalhando com empresas como Target e Clif bar que misturam música e comédia. Em 2024, dirigiu, atuou e produziu o filme de comédia Música, que estreou no South by Southwest.

## Vida pessoal
Dee 2015 ao início de 2022, Mancuso manteve um relacionamento com a atriz australiana Maia Mitchell.
No início de 2023, Mancuso começou a namorar a atriz Camila Mendes. Os dois se conheceram no set do filme Música.

## Filmografia

### Televisão
| Período | Titulo                     | Personagem     | Ref.   |
| ------- | -------------------------- | -------------- | ------ |
| 2015    | Drunk History              | Manuel Bonilla | [ 21 ] |
| 2016    | Outpost                    | Correspondente | [ 22 ] |
| 2017    | MTV Millennial Awards 2017 | Apresentador   | [ 23 ] |

### Cinema
| Período | Título                               | Personagem     | Ref.          |
| ------- | ------------------------------------ | -------------- | ------------- |
| 2016    | The Keys of Christmas                | Ele mesmo      | [ 24 ]        |
| 2016    | Petting Scorpions                    | Leeder         | [ 25 ]        |
| 2019    | Rim of the World                     | Wes            |               |
| 2020    | A Celebration of the Music from Coco | Ele mesmo      |               |
| 2023    | The Flash                            | Albert Desmond | [ 26 ] [ 27 ] |
| 2024    | Música                               | Rudy           |               |